# Зиссельман, Якуб Борисович
Зиссельман Якуб Борисович (11 мая 1906 года, Российская империя, Варшава — 26 октября 1979 года) — советский и киргизский поэт, прозаик. Член СП СССР.

## Биография
Якуб Земляк родился в 1906 году в Варшаве. Детство и юность Я. Земляка прошли в городе Харькове. Начал работать в 13 лет. Работал курьером, посыльным, референтом, киномехаником и архивариусом. С 1924 по 1927 года учился в Украинском государственном институте кинематографии, в период 1927—1928 год — в двухгодичной совпартшколе им. Артёма в Харькове.

## Творчество
С 1928 по 1939 год работал в редакциях ряда украинских, областных и республиканских газет: «Харьковский пролетарий», «Харьковский рабочий», «Социалистическая Харьковщина».
В 1934 году в альманахе «Советская литература» была опубликована его повесть «Подвиг», позднее, в журналах «Дружные ребята», «Пионер», «Юный натуралист» стали публиковаться его небольшие рассказы для детей.
С 1939 по 1940 год являлся редактором Главного управления хроникально-документальных фильмов Украинской ССР, а с 1940 по 1941 года — редактором-сценаристом Главного управления хроникально-документальных фильмов в Москве.
В 1941 году направлен в Киргизию для организации Фрунзенской студии кинохроники на базе корпункта, созданного в 1939 году, где также работал корреспондентом КиргТАГ(а). Свыше трёх лет находился на народных стройках Большого Чуйского канала и Ворошиловской ГЭС, где снимал репортажи, писал статьи и очерки о героическом труде строителей.
С 1948 по 1949 год являлся заместителем директора Киргизского отделения Литфонда СССР. В 1948 году Я. Земляк стал членом Союза советских писателей.
В 1949 году вышла первая книга детских стихов Я. Земляка «Парад», а затем: в 1951 — «Лыжники», «Цветные карандаши», «Мой зверинец»; в 1957 — «Новая игра» и в 1958 — «Загадки», «Лужницы», «Чолпон-Ата». В 1950 году в Киргизском государственном издательстве вышел его сборник «Басни и фельетоны», в 1955 — «Швабра» и в 1956 — «Где зимуют раки».
Поэтом был осуществлен авторизованный перевод произведений Р. Шукурбекова, изданный под названием «Ворона».

### на киргизском языке
- Я. Земляк. Лыжачылар. — Фрунзе: Кыргызокуупедмамбас, 1954. — 15 с.

### на русском языке
- Я. Земляк. Парад : Стихи. — Фрунзе: Киргизгосиздат, 1949. — 8 с.
- Я. Земляк. Басни и фельетоны. — Фрунзе: Киргизгосиздат, 1950. — 102 с.
- Я. Земляк. Мы ребята дружные : Стихи. — Фрунзе: Киргизучпедгиз, 1954. — 64 с.
- Я. Земляк. Наш детский сад : Стихи. — Фрунзе: Киргизучпедгиз, 1954. — 14 с.
- Я. Земляк. Швабра : Басни и стихи. — Фрунзе: Киргизучпедгиз, 1955. — 64 с.
- Я. Земляк. Где зимуют раки : Стихи, фельетоны, басни. — Фрунзе: Киргизгосиздат, 1956. — 143 с.
- Я. Земляк. Мой зверинец : Стихи. — Фрунзе: Киргизучпедгиз, 1957. — 14 с.
- Я. Земляк. Новая игра : Стихи. — Фрунзе: Киргизучпедгиз, 1957. — 44 с.
- Я. Земляк. Чолпон-Ата : Поэма. — Фрунзе: Киргизучпедгиз, 1958. — 30 с.
- Я. Земляк. Муха : Стихи. — Фрунзе: РДСП, 1959. — 22 с.
- Я. Земляк. Праздник леса : Рассказы и пьеса. — Фрунзе: Киргизгосиздат, 1959. — 68 с.
- Я. Земляк. Загадки : Стихи. — Фрунзе: Киргизучпедгиз, 1960. — 11 с.
- Я. Земляк. Лужицы : Стихи. — Фрунзе: Киргизучпедгиз, 1960. — 12 с.
- Я. Земляк. Мальчик и мячик : Книжка-картинка для дошкольников. — Фрунзе: Киргизучпедгиз, 1961. — 15 с.
- Я. Земляк. Наша пионерия идет : Стихи и песни. — Фрунзе: Киргизгосиздат, 1962. — 48 с.
- Я. Земляк. Цветные карандаши : Книжка-картинка для дошкольного возраста. — Фрунзе: Киргизучпедгиз, 1964. — 16 с.
- Я. Земляк. Так играют малыши. — Фрунзе: Мектеп, 1965. — 14 с.
- Я. Земляк. Вот какой Лёша. — Фрунзе: Мектеп, 1967. — 17 с.
- Я. Земляк. Солнечный родник : Стихи, песни, сатира, юмор. — Фрунзе: Мектеп, 1967. — 95 с.
- Я. Земляк. Мечтой окрылённые : Об исследователях Средней Азии.. — Фрунзе: Кыргызстан, 1968. — 90 с.
- Я. Земляк. Нет ли здесь таких ребят?. — Фрунзе: Мектеп, 1968. — 12 с.
- Я. Земляк. Кто больше? : Стихи. — Фрунзе: Мектеп, 1969. — 16 с.
- Я. Земляк. Детки очень хороши. — Фрунзе: Мектеп, 1971. — 18 с.
- Я. Земляк. С Новым годом! : Стихи. — Фрунзе: Мектеп, 1973. — 20 с.
- Я. Земляк. Разговор по душам : Стихи. — Фрунзе: Мектеп, 1975. — 32 с.
- Я. Земляк. Послушайте, друзья: Стихи, Миниатюры, Поэмы, Басни. — Фрунзе: Мектеп, 1976. — 107 с.
- Я. Земляк. Учительница Алёнка. — Фрунзе: Мектеп, 1980. — 14 с.
- Я. Земляк. Нет ли здесь таких ребят (Второе издание). — Фрунзе: Адабият, 1989. — 12 с.

### переводы
- Р. Шукурбеков. Ворона. — Фрунзе: Киргизучпедгиз, 1960. — 15 с.

## Награды
Награды Я. Земляка. — взято из Open.kg. Дата обращения: 31 августа 2019.
- Медаль «За доблестный труд в Великой Отечественной войне 1941—1945 гг.».
- Медаль «За доблестный труд. В ознаменование 100-летия со дня рождения В. И. Ленина».
- Медаль «Ветеран труда».
- Почётные грамотами Верховного Совета Киргизской ССР.
- Почётная грамота ТАСС.
- Почётная грамота Госкомиздата СССР.
- Значок «Отличник народного образования» Киргизской ССР.